# 孟蓝

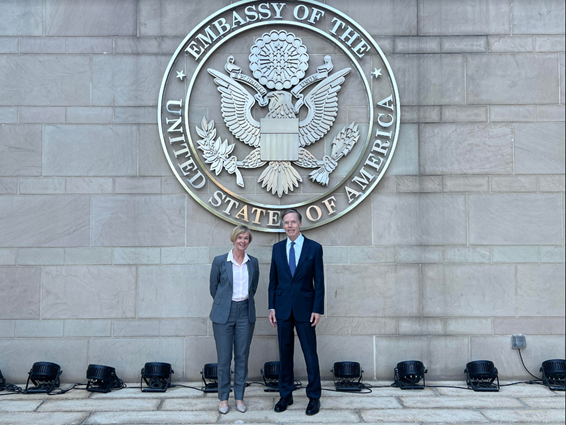
孟蓝于驻华大使任上与美国驻华大使伯恩斯合影，2024年摄于北京

孟蓝（芬蘭語：Leena-Kaisa Mikkola），芬兰外交官，现任芬兰驻中华人民共和国大使。

## 经历
孟蓝拥有法学硕士学位，于1992 年进入芬兰外交部。2011年至2016年担任驻以色列大使，2016-2017年，担任负责监督叙利亚局势的高级顾问，2017年至2021年担任外交部非洲和中东司司长，她还曾在芬兰驻布鲁塞尔欧盟常驻代表处、匈牙利、希腊和澳大利亚等地任职。
2021年1月29日，芬兰总统任命孟蓝自2021年9月1日起担任芬兰驻中华人民共和国大使。
2024年4月12日，芬兰总统任命孟蓝将自当年9月1日起从芬兰驻中华人民共和国大使调任驻美国大使。